# Buskgrund
Buskgrund är en ö i Finland. Den ligger i den ekonomiska regionen  Sydösterbotten och landskapet Österbotten, i den sydvästra delen av landet, 300 km nordväst om huvudstaden Helsingfors.
Buskgrund består huvudsakligen av klippor, men i söder finns en grusås som binder ihop Buskgrund med Högkobban. Buskgrund är en långsmal ö, drygt 700 meter i nord-sydlig riktning (1 300 meter med Högkobban) men bara 130  meter bred på det bredaste stället.
Buskgrund har Rönnskäret i öster, Långradden i söder samt Gävskäret och Hamnskäret i väster.